# Yuji Okumoto
Yuji Don Okumoto  ( ユウジ ドン オクモト  Yuji Don Okumoto?) (Los Ángeles, 20 de abril de 1959) es un actor estadounidense de ascendencia japonesa, más conocido por su papel de Chozen Toguchi en Karate Kid II y Cobra Kai.

## Primeros años
Yuji Okumoto nació en Los Ángeles, California, de padres estadounidenses de origen japonés. Asistió a la Hollywood High School (donde jugó béisbol y baloncesto) y Cal State Fullerton, donde finalmente se decidió por la actuación. También ha trabajado con compañías de teatro como la conocida East West Players, con la que apareció en la obra Webster Street Blues.

## Carrera
Su primer papel fue en el largometraje de comedia de 1985 Real Genius, donde interpretó el personaje de Fenton. También es conocido por su gran interpretación del malvado Chozen Toguchi en Karate Kid II. Interpretó a un coreano, Kim Kai Shu, en la película de 1989 True Believer, junto a James Woods y Robert Downey Jr. Posteriormente, Yuji desempeñó el papel de Pete Kapahala en la película de 1999 de Disney Channel Johnny Tsunami y su secuela de 2007 Johnny Kapahala: Back on Board . En 2005, tuvo un papel en la carril Nishikawa's película sobre la Japanese American Unidad de lucha contra la segregación, el 442o Regimiento de Combate Equipo de Segunda Guerra Mundial, Only the Brave. En 2010 también apareció junto a Ken Watanabe en el thriller de Christopher Nolan Inception. En 2020, se confirmó que volvería a interpretar a Chozen Toguchi en la serie Cobra Kai desde la temporada 3, esta vez siendo un hombre redimido y aliado de Daniel y Johnny. 

## Vida personal
Okumoto reside en Seattle, Washington, donde es el propietario de un Hawái, un restaurante temático llamado Kona cocina/sala de estar,  junto con su esposa y familia.

## Filmografía

### Cine y programas televisivos
| Año       | Título                                        | Papel                   | Notas |
| --------- | --------------------------------------------- | ----------------------- | --- |
| 2021      | Cobra Kai                                     | Chozen Toguchi          | Serie |
| 2012      | El Mentalista                                 | Sr. Liu                 | Serie |
| 2010      | Inception                                     | Ayudante de Saito       | Film |
| 2009      | Anatomy of a Fly                              | Político                | Cortometraje |
| 2009      | Black Coffee                                  | David                   | Cortometraje |
| 2009      | Bones                                         | Bruce Takedo            | (2005, serie de televisión) Episodio: "The Girl in the Mask" |
| 2009      | Katana                                        | Kenji                   | (2009, serie de televisión) Episodio: "Pilot" (también productor y guionista)                                                                                         |
| 2008      | Mask of the Ninja                             | Nakano                  | Telefilm |
| 2008      | Heroes and Villains                           | Naomasa Ii              | (serie documental) Episodio: "Shogun" |
| 2008      | Touch                                         | Ken                     | Cortometraje |
| 2007      | Cookies for Sale                              | Grumpy Man              | Cortometraje |
| 2007      | Johnny Kapahala: Back on Board                | Pete                    | Telefilm |
| 2007      | The Unit                                      | Mr. Michael             | (2006, serie de televisión) Episodio: "The Broom Cupboard" |
| 2006      | End Game                                      | Doctor Lee              | Film |
| 2006      | Only the Brave                                | Sgt. Yukio 'Yuk' Nakajo | Film |
| 2006      | Big Momma's House 2                           | Parsons                 | Film |
| 2005      | The Crow: Wicked Prayer                       | Pestilence              | Film |
| 2003      | True Crime: Streets of LA                     | Voces adicionales       | Videojuego (voz) |
| 2003      | Partners                                      | One Eye                 | Telefilm |
| 2001      | V.I.P.                                        | Morton Zhou             | (1998, serie de televisión) Episodio: "Crouching Tiger, Hidden Val"                                                                                                   |
| 2001      | A Kitty Bobo Show                             | Graffiti                | Telefilm |
| 2001      | Ticker                                        | Cónsul de la embajada   | Film |
| 2001      | Pearl Harbor                                  | Japanese Shy Bomber     | Film |
| 2001      | The District                                  | Policía                 | (2000, serie de televisión) Episodio: "A Southern Town" |
| 2001      | Max Steel                                     | n/a                     | (2001, serie de televisión) Episodio: "Seraphim" (voz) |
| 2001      | Throne of Darkness                            | Swordsman               | Videojuego (voz) |
| 2000      | I'll Remember April                           | Matsuo Yomma            | Film |
| 2000      | Guilty as Charged                             | Davis                   | Telefilm |
| 2000      | Fortress 2: Re-Entry                          | Sato                    | Film |
| 2000      | Martial Law                                   | Mr. Strinc              | (1998, serie de televisión) Episodio: "Scorpio Rising" |
| 1999      | Johnny Tsunami                                | Pete                    | Telefilm |
| 1999      | Just Shoot Me!                                | Kevin Tanaka            | (1997 TV series) Episode: "Miss Pretty" (no acreditado) |
| 1998      | JAG                                           | Jiro Kitamura           | (1995, serie de televisión) Episode: "Innocence" |
| 1998      | The Truman Show                               | Familia japonesa        | Film |
| 1998      | The Sentinel                                  | Lo                      | (1996 TV serie) Episode: "Love Kills" |
| 1998      | Sorcerers                                     | Secretary               | Film |
| 1997      | Players                                       | Mr. Hayashi             | (1997, serie de televisión) Episodio: "Rashocon" |
| 1997      | The Game                                      | Nikko Hotel Manager     | Film |
| 1997      | Contact                                       | Electricista            | Film |
| 1997      | Mean Guns                                     | Hoss                    | Film |
| 1997      | Blast                                         | Agente del FBI          | Film |
| 1996      | Walker, Texas Ranger                          | Chang                   | (1993, serie de televisión) Episodio: "Higher Power" |
| 1996      | Superman                                      | Guardia de seguridad    | (1996, serie de televisión) (voz) Episodio: "A Little Piece of Home"                                                                                                  |
| 1996      | Kindred: The Embraced                         | Teniente Kwan           | (1996, serie de televsión) Episodios: "Bad Moon Rising", "Prince of the City"                                                                                         |
| 1995      | Hard Justice                                  | Jimmy Wong              | Vídeo |
| 1995      | Murder, She Wrote                             | Kim Huan                | (1984, serie de televisión) Episodio: "Murder a la Mode" |
| 1995      | Vanishing Son                                 | n/a                     | (1995, serie de televisión) Episodio: "Holy Ghosts" |
| 1995      | Lois & Clark: The New Adventures of Superman  | Chen Chow               | (1993, serie de televisión) Episodio: "Chi of Steel" |
| 1995      | Johnny Mnemonic: The Interactive Action Movie | Shinji                  | Videojuego (voz) |
| 1995      | 3x3 Eyes: Legend of the Divine Demon          | Naparva                 | Vídeo (voz: versión inglesa) (como Yujii Okumoto) |
| 1994      | Red Sun Rising                                | Yuji                    | Film |
| 1994      | Menendez: A Killing in Beverly Hills          | Lester Kuriyama         | Telefilmm |
| 1994      | Blue Tiger                                    | Teniente Sakagami       | Film |
| 1994      | Bloodfist V: Human Target                     | Tommy                   | Film |
| 1993      | American Yakuza                               | Kazuo                   | Film |
| 1993      | Brain Smasher... A Love Story                 | Wu                      | Vídeo |
| 1993      | Robot Wars                                    | Chou-Sing               | Film |
| 1993      | Silent Cries                                  | Mickey                  | Film (no acreditado) |
| 1991-1993 | Knots Landing                                 | Art Nam                 | (1979, serie de televisión) 6 episodios: "1001 Nights of Anne Matheson" (1991), "Lost at Sea" (1991), "Rescue Me" (1992), "Bye Bye Love" (1992), "The Getaway" (1993) |
| 1992      | Nemesis                                       | Yoshiro Han             | Film |
| 1991      | 3x3 Eyes                                      | Chou/Travesti #2        | Vídeo (voz: versión inglesa) (como Yujii Okumoto) |
| 1991      | American Playhouse                            | Teruo Kuroda            | (1982, serie de televisión) Episodio: "Hot Summer Winds" |
| 1990      | Midnight Caller                               | Lee Minh                | (1988, serie de televisión) Episodio: "Home to Roost" |
| 1990      | Only One Survived                             | Peter Fujko             | Telefilm |
| 1990      | Murder in Paradise                            | n/a                     | Telefilm |
| 1989      | Solo ante la ley                              | Shu Kai Kim             | Film |
| 1988      | Hunter                                        | Jimmy                   | (1984, serie de televisión) Episodios: "The Baby Game", "Heir of Neglect"                                                                                             |
| 1988      | Aloha Summer                                  | Kenzo Konishi           | Film |
| 1987      | Simon & Simon                                 | Masaki                  | (1981, serie de televisión) Episodio: "Desperately Seeking Dacody" |
| 1986      | Karate Kid II                                 | Chozen Toguchi          | Film |
| 1986      | T. J. Hooker                                  | Howie Kalanuma          | (1982, serie de televisión) Episodio: "Blood Sport" |
| 1986      | The Check Is in the Mail...                   | Botones                 | Film |
| 1985      | Better Off Dead...                            | Yee Sook Ree            | Film |
| 1985      | Real Genius                                   | Fenton                  | Film |
| 1985      | Crime Killer                                  | Soldado vietnamita      | Film |

- Datos: Q3573137